# 초콜릿 (라디오 프로그램)
초콜릿은 마이 MBC DMB 라디오에서 진행된 라디오 프로그램이다. 진행자는 문화방송 아나운서 구은영이다. 오후 6시에서 오후 8시 사이에 방송됐다. 현재는 종영해 방송되지 않는다.

## 같이 보기
- 전주현의 모닝카페 (종영)
- 양승은의 팝콘 (종영)
- 최대현의 카푸치노 (종영)